# 北極紅點鮭
北極紅點鮭，為輻鰭魚綱鮭形目鮭科的其中一種，為溫帶魚類，分布於北大西洋區，包括斯堪地那維亞半島、格陵蘭、冰島、英國、加拿大魁北克至美國緬因州淡水、半鹹水及海域，本魚通常背部顏色較深,為褐色或綠色，側邊是顏色較淡，腹面灰白，側面與散佈粉紅色到紅色斑點，最大的斑點通常沿著側線分布，且大於瞳孔，胸鰭邊緣、腹鰭、臀鰭具有一個狹窄的白色邊緣，有時尾鰭也有，繁殖期的雄魚成魚色彩豔麗，尤其在腹側與胸鰭具橘紅色到鮮紅色，體長可達107公分。
本魚在群上有陸封型及降海型，前者棲息在溪流、湖泊，後者會進行洄游，棲息在沿海，主要以昆蟲、軟體動物、甲殼類、魚類等為食，為重要的食用魚。北极红点鲑肉质上兼具大西洋鲑鱼的肥度和太平洋鲑鱼（各类大马哈鱼）的鲜度，適合各種烹飪方式食用，但由于体表粘液较多且味道变化较快，只有速冻以及极其新鲜的冷链产品才适合淸煮，超市中on sale的冷链产品常常只适合煎食。